# Roy Haynes
Roy Owen Haynes (Roxbury, 13 marzo 1925 – Contea di Nassau, 12 novembre 2024) è stato un batterista di jazz statunitense.

## Biografia
Roy Haynes iniziò la sua carriera professionale nel 1945 e fu nel gruppo di Lester Young dal 1947 al 1949. Nel corso degli anni cinquanta, Haynes inanellò una serie di importanti collaborazioni, lavorando con Charlie Parker (1949-1952), Bud Powell, Stan Getz, Sarah Vaughan (1953-1958), Thelonious Monk, Lennie Tristano, Miles Davis, Chick Corea.
Haynes continuò la sua carriera di sideman di lusso anche nel corso degli anni sessanta, al fianco di volta in volta di Eric Dolphy, John Coltrane (come sostituto di Elvin Jones, durante le sue assenze dovute alla droga). Fu ancora in tournée con Stan Getz e Gary Burton, intraprendendo nel frattempo una carriera da leader con diversi gruppi, spesso presentati sotto il nome di "Hip Ensemble". Negli ultimi tempi produsse una serie di ottimi album con le etichette Verve Records e Dreyfus Records. 
Le sue ultime registrazioni furono The Roy Haynes Trio, Fountain of Youth e Where As (registrato dal vivo).
Oltre ad essere uno dei più registrati e longevi batteristi della scena jazz, Roy Haynes è anche ritenuto da alcuni uno dei musicisti più originali nel suo genere. Non solo Haynes praticò con successo tutti i principali stili del jazz, dal bebop all'avanguardia, accompagnando con la stessa disinvoltura una cantante delicata come la Vaughan e un musicista come Coltrane in uno dei suoi periodi più infuocati, ma possedeva anche notevoli doti di leader.
I riconoscimenti della statura di Haynes furono abbastanza tardivi: nel 1994, Haynes vinse il prestigioso premio Danish Jazzpar Prize e nel 2004 fu inserito nella Down Beat Jazz Hall of Fame. Nel 2011 gli è stato assegnato un Grammy Award alla carriera.
Haynes è morto il 12 novembre 2024, all'età di 99 anni.

## Vita privata
Era padre di Graham Haynes, noto trombettista, a sua volta padre di Marcus Gilmore, anche lui batterista jazz.
Roy Haynes aveva anche una figlia, Leslie.

## Discografia
- 2006 - Whereas
- 2004 - Fountain of Youth
- 2004 - Quiet Fire
- 2003 - Love Letters
- 2001 - Birds of a Feather: A Tribute to Charlie Parker
- 2000 - Roy Haynes
- 2000 - The Roy Haynes Trio
- 1998 - Praise [Japan]
- 1998 - Praise
- 1994 - My Shining Hour
- 1994 - Te Vou!
- 1992 - When It's Haynes It Roars
- 1992 - Homecoming
- 1986 - True or False
- 1979 - Live at the Riverbop
- 1977 - Thank You Thank You
- 1977 - Vistalite
- 1976 - Sugar Roy
- 1973 - Senyah
- 1972 - Equipoise
- 1971 - Hip Ensemble
- 1964 - People
- 1963 - Cymbalism
- 1963 - Cracklin'
- 1962 - Out of the Afternoon